# Wildschutzgebiet Phipsoo
Das Wildschutzgebiet Phipsoo (Phibsoo Wildlife Sanctuary) ist ein Schutzgebiet in Bhutan.
Es befindet sich im Süden des Landes und schützt die einzigen Salwald-Bestände des Landes. Weiterhin beherbergt es die einzige Axishirsch-Population Bhutans. Darüber hinaus kommen Tiger, Elefanten, Gaure und Goldlanguren vor. Die Gesamtfläche beträgt 278 Quadratkilometer.
BirdLife International weist das Gebiet als Important Bird Area aus.